# Lista siturilor arheologice din județul Alba - Ș
Lista siturilor arheologice din județul Alba - Ș conține toate siturile arheologice din județul Alba înscrise în Repertoriul Arheologic Național (RAN) și aflate în localități al căror nume începe cu litera Ș. RAN este administrat de Ministerul Culturii și Patrimoniului Național și cuprinde date științifice, cartografice, topografice, imagini și planuri, precum și orice alte informații privitoare la zonele cu potențial arheologic, studiate sau nu, încă existente sau dispărute.
Puteți căuta un sit din localitățile care încep cu litera Ș folosind formularul de mai jos sau puteți naviga prin toate siturile din județ la Lista siturilor arheologice din județul Alba.
| Cuprins                                                       |
| ------------------------------------------------------------- |
| Top - A B C D E F G H I J K L M N O P Q R S Ș T Ț U V W X Y Z |

| Cod RAN                                 | Denumire | Localitate                   | Adresă                                                              | Datare                            | Descoperit | Coordonate                                    | Imagine           | Erori            |
| --------------------------------------- | --- | ---------------------------- | ------------------------------------------------------------------- | --------------------------------- | ---------- | --------------------------------------------- | ----------------- | ---------------- |
| 4963.01.01 (Cod LMI: AB-I-s-B-00075)    | Necropola romană de la Șard - "Dealul Lazuri" / ansamblu anonim (Categorie: descoperire funerară) (Tip: Necropolă)                                                     | sat Șard, comuna Ighiu       | Dealul Lazuri                                                       | sec. II - III                     |            |                                               | Încărcați imagine | Raportați eroare |
| 4730.01.01 (Cod LMI: AB-I-m-B-00076.08) | Situl arheologic de la Șpălnaca - "Șugud" / ansamblu anonim (Categorie: locuire civilă) (Tip: Așezare)                                                                 | sat Șpălnaca, comuna Hopârta | Șugud                                                               | Starčevo - Criș                   |            |                                               | Încărcați imagine | Raportați eroare |
| 4730.01.02 (Cod LMI: AB-I-m-B-00076.09) | Situl arheologic de la Șpălnaca - "Șugud" / ansamblu anonim (Categorie: locuire civilă) (Tip: Așezare)                                                                 | sat Șpălnaca, comuna Hopârta | Șugud                                                               |                                   |            |                                               | Încărcați imagine | Raportați eroare |
| 4730.01.03 (Cod LMI: AB-I-s-B-00076)    | Situl arheologic de la Șpălnaca - "Șugud" / ansamblu anonim (Categorie: locuire civilă) (Tip: Așezare)                                                                 | sat Șpălnaca, comuna Hopârta | Șugud                                                               |                                   |            |                                               | Încărcați imagine | Raportați eroare |
| 4730.01.04 (Cod LMI: AB-I-m-B-00076.07) | Situl arheologic de la Șpălnaca - "Șugud" / ansamblu anonim (Categorie: locuire civilă) (Tip: Așezare)                                                                 | sat Șpălnaca, comuna Hopârta | Șugud                                                               |                                   |            |                                               | Încărcați imagine | Raportați eroare |
| 4730.01.05 (Cod LMI: AB-I-m-B-00076.03) | Situl arheologic de la Șpălnaca - "Șugud" / ansamblu anonim (Categorie: locuire civilă) (Tip: Așezare)                                                                 | sat Șpălnaca, comuna Hopârta | Șugud                                                               | sec. IV - VIII                    |            |                                               | Încărcați imagine | Raportați eroare |
| 4730.01.06 (Cod LMI: AB-I-m-B-00076.01) | Situl arheologic de la Șpălnaca - "Șugud" / ansamblu anonim (Categorie: locuire civilă) (Tip: Așezare)                                                                 | sat Șpălnaca, comuna Hopârta | Șugud                                                               | sec. IX - XV                      |            |                                               | Încărcați imagine | Raportați eroare |
| 4730.01.07 (Cod LMI: AB-I-m-B-00076.06) | Situl arheologic de la Șpălnaca - "Șugud" / ansamblu anonim (Categorie: locuire civilă) (Tip: Necropolă)                                                               | sat Șpălnaca, comuna Hopârta | Șugud                                                               |                                   |            |                                               | Încărcați imagine | Raportați eroare |
| 4730.01.08 (Cod LMI: AB-I-m-B-00076.05) | Situl arheologic de la Șpălnaca - "Șugud" / ansamblu anonim (Categorie: locuire civilă) (Tip: Necropolă)                                                               | sat Șpălnaca, comuna Hopârta | Șugud                                                               |                                   |            |                                               | Încărcați imagine | Raportați eroare |
| 4730.01.09 (Cod LMI: AB-I-m-B-00076.04) | Situl arheologic de la Șpălnaca - "Șugud" / ansamblu anonim (Categorie: locuire civilă) (Tip: Necropolă)                                                               | sat Șpălnaca, comuna Hopârta | Șugud                                                               | sec. V - VII                      |            |                                               | Încărcați imagine | Raportați eroare |
| 4730.01.10 (Cod LMI: AB-I-m-B-00076.02) | Situl arheologic de la Șpălnaca - "Șugud" / ansamblu anonim (Categorie: locuire civilă) (Tip: Necropolă)                                                               | sat Șpălnaca, comuna Hopârta | Șugud                                                               | sec. X - XV                       |            |                                               | Încărcați imagine | Raportați eroare |
| 4730.01.11 (Cod LMI: AB-I-m-B-00076.08) | Situl arheologic de la Șpălnaca - "Șugud" / ansamblu anonim (Categorie: locuire civilă) (Tip: Așezare)                                                                 | sat Șpălnaca, comuna Hopârta | Șugud                                                               | Petrești                          |            |                                               | Încărcați imagine | Raportați eroare |
| 8023.01 (Cod LMI: AB-I-s-B-00077)       | Castrul roman de la Șușag - "Vârful lui Pătru" (Categorie: locuire militară) (Tip: castru)                                                                             | sat Șugag, comuna Șugag      | Vârful lui Pătru                                                    |                                   |            |                                               | Încărcați imagine | Raportați eroare |
| 8023.01.01 (Cod LMI: AB-I-s-B-00077)    | Castrul roman de la Șușag - "Vârful lui Pătru" / ansamblu anonim (Categorie: locuire militară) (Tip: Castru de pământ)                                                 | sat Șugag, comuna Șugag      | Vârful lui Pătru                                                    |                                   |            |                                               | Încărcați imagine | Raportați eroare |
| 4730.02.01                              | Necropola de la Șpălnaca - "Șugud" / ansamblu anonim (Categorie: descoperire funerară) (Tip: Necropolă)                                                                | sat Șpălnaca, comuna Hopârta | Șugud                                                               | sec. II - III                     | 1976       |                                               | Încărcați imagine | Raportați eroare |
| 4730.02.02                              | Necropola de la Șpălnaca - "Șugud" / ansamblu anonim (Categorie: descoperire funerară) (Tip: Necropolă)                                                                | sat Șpălnaca, comuna Hopârta | Șugud                                                               | sec. V                            | 1976       |                                               | Încărcați imagine | Raportați eroare |
| 4730.02.03                              | Necropola de la Șpălnaca - "Șugud" / ansamblu anonim (Categorie: descoperire funerară) (Tip: Necropolă)                                                                | sat Șpălnaca, comuna Hopârta | Șugud                                                               | sec. XVI-XVII                     | 1976       |                                               | Încărcați imagine | Raportați eroare |
| 4963.02.01                              | Așezarea neolitică de la Șard- Grădini / ansamblu anonim (Categorie: locuire civilă) (Tip: Locuire)                                                                    | sat Șard, comuna Ighiu       | Grădini                                                             | Bodrogkeresztur                   |            |                                               | Încărcați imagine | Raportați eroare |
| 1124.03                                 | Topor neolitic de la Șeușa- Hotarul de Sus (Categorie: descoperire izolată) (Tip: obiect izolat)                                                                       | sat Șeușa, comuna Ciugud     | Hotarul de Sus                                                      |                                   |            |                                               | Încărcați imagine | Raportați eroare |
| 6583.01.01                              | Locuirea eneolitică de la Șoimuș- Medgyesdomb / ansamblu anonim (Categorie: locuire civilă) (Tip: Locuire)                                                             | sat Șoimuș, comuna Rădești   | Medgyesdomb                                                         |                                   |            |                                               | Încărcați imagine | Raportați eroare |
| 7874.01.01                              | Așezarea eneolitică de la Șona / ansamblu anonim (Categorie: locuire civilă) (Tip: Așezare)                                                                            | sat Șona, comuna Șona        |                                                                     | Petrești                          |            |                                               | Încărcați imagine | Raportați eroare |
| 4730.03.01                              | Așezarea neolitică de la Șpălnaca - "Fântâna lui Șimon" / ansamblu anonim (Categorie: locuire civilă) (Tip: Așezare)                                                   | sat Șpălnaca, comuna Hopârta | Fântâna lui Șimon                                                   | Starčevo - Criș                   |            |                                               | Încărcați imagine | Raportați eroare |
| 4730.04                                 | Topor neolitic de la Șpălnaca - "La Nisip" (Categorie: descoperire izolată) (Tip: obiect izolat)                                                                       | sat Șpălnaca, comuna Hopârta | La Nisip                                                            |                                   |            |                                               | Încărcați imagine | Raportați eroare |
| 7829.02.01                              | Situl arheologic medieval de la Șibot-(Autostrada Orăștie - Sibiu, lot 1, Sit 4, km 8+ 650 - 8+950) / ansamblu anonim (Categorie: locuire) (Tip: așezare)              | sat Șibot, comuna Șibot      | (Autostrada Orăștie - Sibiu, lot 1, Sit 4, km 8+ 650 - 8+950)       | sec. XII-XV                       |            |                                               | Încărcați imagine | Raportați eroare |
| 7829.02.02                              | Situl arheologic medieval de la Șibot-(Autostrada Orăștie - Sibiu, lot 1, Sit 4, km 8+ 650 - 8+950) / ansamblu anonim (Categorie: locuire) (Tip: Cimitir de inhumație) | sat Șibot, comuna Șibot      | (Autostrada Orăștie - Sibiu, lot 1, Sit 4, km 8+ 650 - 8+950)       |                                   |            |                                               | Încărcați imagine | Raportați eroare |
| 7829.03.01                              | Situl roman de la Șibot - În Obrej (Autostrada Orăștie-Sibiu, lot 1, Sit 5, km. 9+650-10+150) / ansamblu anonim (Tip: așezare deschisă)                                | sat Șibot, comuna Șibot      | În Obrej (Autostrada Orăștie-Sibiu, lot 1, Sit 5, km. 9+650-10+150) |                                   | 2011       | 45°55′53″N 23°21′16″E / 45.93129°N 23.35446°E | Încărcați imagine | Raportați eroare |
| 7829.03.01                              | Situl roman de la Șibot - În Obrej (Autostrada Orăștie-Sibiu, lot 1, Sit 5, km. 9+650-10+150) / ansamblu anonim (Tip: necropoă de incinerație)                         | sat Șibot, comuna Șibot      | În Obrej (Autostrada Orăștie-Sibiu, lot 1, Sit 5, km. 9+650-10+150) | sec. II-III                       | 2011       | 45°55′53″N 23°21′16″E / 45.93129°N 23.35446°E | Încărcați imagine | Raportați eroare |
| 1124.02.01                              | Situl arheologic de la Șeușa - "Gorgan" / ansamblu anonim (Categorie: locuire civilă) (Tip: Așezare)                                                                   | sat Șeușa, comuna Ciugud     | Gorgan                                                              | Tiszapolgár                       | 1996       | 46°03′53″N 23°39′02″E / 46.06472°N 23.65055°E | Încărcați imagine | Raportați eroare |
| 1124.02.02                              | Situl arheologic de la Șeușa - "Gorgan" / ansamblu anonim (Categorie: locuire civilă) (Tip: Așezare)                                                                   | sat Șeușa, comuna Ciugud     | Gorgan                                                              | Coțofeni - începutul fazei finale | 1996       | 46°03′53″N 23°39′02″E / 46.06472°N 23.65055°E | Încărcați imagine | Raportați eroare |
| 1124.01.01                              | Situl arheologic de la Șeușa - "La cărarea morii" / ansamblu anonim (Categorie: locuire civilă) (Tip: Așezare)                                                         | sat Șeușa, comuna Ciugud     | La cărarea morii                                                    | Pre-Criș                          | 1996       | 46°03′37″N 23°38′10″E / 46.06028°N 23.63611°E | Încărcați imagine | Raportați eroare |
| 1124.01.02                              | Situl arheologic de la Șeușa - "La cărarea morii" / ansamblu anonim (Categorie: locuire civilă) (Tip: Așezare)                                                         | sat Șeușa, comuna Ciugud     | La cărarea morii                                                    | Starčevo - Criș - IIB             | 1996       | 46°03′37″N 23°38′10″E / 46.06028°N 23.63611°E | Încărcați imagine | Raportați eroare |
| 1124.01.03                              | Situl arheologic de la Șeușa - "La cărarea morii" / ansamblu anonim (Categorie: locuire civilă) (Tip: Așezare)                                                         | sat Șeușa, comuna Ciugud     | La cărarea morii                                                    | Wietenberg - IV                   | 1996       | 46°03′37″N 23°38′10″E / 46.06028°N 23.63611°E | Încărcați imagine | Raportați eroare |
| 1124.01.04                              | Situl arheologic de la Șeușa - "La cărarea morii" / ansamblu anonim (Categorie: locuire civilă) (Tip: Așezare)                                                         | sat Șeușa, comuna Ciugud     | La cărarea morii                                                    | Celtică                           | 1996       | 46°03′37″N 23°38′10″E / 46.06028°N 23.63611°E | Încărcați imagine | Raportați eroare |
| 1124.01.05                              | Situl arheologic de la Șeușa - "La cărarea morii" / ansamblu anonim (Categorie: locuire civilă) (Tip: Așezare)                                                         | sat Șeușa, comuna Ciugud     | La cărarea morii                                                    | geto-dacică                       | 1996       | 46°03′37″N 23°38′10″E / 46.06028°N 23.63611°E | Încărcați imagine | Raportați eroare |
| 1124.01.06                              | Situl arheologic de la Șeușa - "La cărarea morii" / ansamblu anonim (Categorie: locuire civilă) (Tip: Așezare)                                                         | sat Șeușa, comuna Ciugud     | La cărarea morii                                                    |                                   | 1996       | 46°03′37″N 23°38′10″E / 46.06028°N 23.63611°E | Încărcați imagine | Raportați eroare |
| 1124.01.07                              | Situl arheologic de la Șeușa - "La cărarea morii" / ansamblu anonim (Categorie: locuire civilă) (Tip: Locuire)                                                         | sat Șeușa, comuna Ciugud     | La cărarea morii                                                    |                                   | 1996       | 46°03′37″N 23°38′10″E / 46.06028°N 23.63611°E | Încărcați imagine | Raportați eroare |